# Kaliforniciranje
Kaliforniciranje (izvirno Californication) je z emmyjem in zlatim globusom nagrajena televizijska serija ameriškega ponudnika kabelskih storitev Showtime. Do sedaj so posneli štiri sezone, peta je potrjena.
Serijo v Sloveniji od jeseni 2008 predvaja POP TV. Prva sezona se je končala decembra 2008. 22. marca 2010 je prišla na spored druga sezona, ki jo je POP TV predvajal do 8. aprila 2010.
Tretja sezona se je začela 29. marca 2011 in se končala 18. aprila 2011.

## Zasnova
Hank Moody je uspešen pisatelj, ki se z družino preseli v Kalifornijo. Tam izgubi navdih za pisanje, s punco Karen se razideta, s hčerko ima težave, vdaja se alkoholu in seksu. Iščoč navdih zapada v nove in nove pripetljaje, povečini povezane z ženskami in družino.

## Pregled sezon
| Sezona | Sezona | Število epizod | Premiera na Showtimeu | Finale na Showtimeu | Premiera na POP TV | Finale na POP TV  |
| ------ | ------ | -------------- | --------------------- | ------------------- | ------------------ | ----------------- |
|        | 1      | 12             | 13. avgust 2007       | 29. oktober 2007    | 29. september 2008 | 15. december 2008 |
|        | 2      | 12             | 28. september 2008    | 14. december 2008   | 22. marec 2010     | 8. april 2010     |
|        | 3      | 12             | 27. september 2009    | 13. december 2009   | 29. marec 2011     | 18. april 2011    |
|        | 4      | 12             | 9. januar 2011        | 27. marec 2011      | /                  | /                 |

## Liki

### Glavni
- Hank Moody (David Duchovny)
- Karen van der Beek (Natascha McElhone)
- Rebecca "Becca" Moody (Madeleine Martin)
- Mia Lewis  (Madeline Zima)
- Charlie Runkle  (Evan Handler)
- Marcy Runkle (Pamela Adlon)

### Ostali
- Dani California (Rachel Miner)
- Bill Lewis (Damian Young)
- Lew Ashby (Callum Keith Rennie)
- Sonja (Paula Marshall)
- Daisy (Carla Gallo)

## Osvojene nagrade in nominacije
- Emmyji

2008 - izredni izbor igralcev v komični seriji - nominirana

2008 - izredna kamera v polurni seriji (Peter Levy, za pilot) - prejel

2009 - izredni izbor igralcev v komični seriji - nominirana
- Zlati globusi

2007 - najboljši igralec v muzikalu ali komični seriji (David Duchovny) - prejel

2007 - najboljši muzikal ali komična serija - nominirana

2008 - najboljši igralec v muzikalu ali komični seriji (David Duchovny) - nominiran

2008 - najboljši muzikal ali komična serija - nominirana

2009 - najboljši igralec v muzikalu ali komični seriji (David Duchovny) - nominiran